# Ivan Asen Cove
Die Ivan Asen Cove (englisch; bulgarisch залив Иван Асен saliw Iwan Assen) ist eine 1,16 km breite und 0,8 km lange Bucht an der Südostküste von Smith Island im Archipel der Südlichen Shetlandinseln. Sie liegt nordöstlich des Ivan Asen Point sowie 13 km nordöstlich des Kap James.
Bulgarische Wissenschaftler kartierten sie 2009. Die bulgarische Kommission für Antarktische Geographische Namen benannte sie 2015 in Anlehnung an die Benennung der gleichnamigen Landspitze. Deren Namensgeber ist Iwan Assen II. († 1241), von 1218 bis zu seinem Tod Zar des Zweiten Bulgarischen Reiches.